# 石岡市立中央図書館
石岡市立中央図書館（いしおかしりつちゅうおうとしょかん、英語: Ishioka city Central Library）は、茨城県石岡市若宮一丁目にある公立図書館。1889年（明治22年）に開館した私立図書館を起源とする、茨城県では最も長い歴史を持つ図書館である。また、この図書館よりも早く私立図書館として設立され、公立図書館として現存するのは日本で2館だけである。
2017年（平成29年）に子供向けの図書館「こども図書館本の森」を開設した。

## 概要
中央図書館は鉄筋コンクリート地上3階建である。敷地面積は1,134m2、建築面積は658m2、延床面積は1,521m2。
館内
| 階  | 設備                                      |
| 3階 | 読書室・郷土資料室・会議室 （通常は閉鎖） |
| 2階 | 一般書架・ヤングアダルトコーナー          |
| 1階 | 一般書架・児童書架・書庫・事務室          |

### こども図書館本の森
こども図書館本の森（こどもとしょかんほんのもり）は、石岡市立中央図書館の脇に設置された児童書専門の図書館。子供専門の図書館としては茨城県で初めてである。2017年（平成29年）4月1日に開館し、建物は軽量鉄骨造プレハブ1階建てである。事業費は約8千万円で建物は5年間のリース契約である。休館日は中央図書館と共通であるが、開館時間は曜日に関わらず9時から17時までである。
中央図書館1階にあった児童書コーナーは約90m2に約2万冊を配架していたため狭く、吹き抜け構造であったため2階の一般開架まで子供の声が響き、利用者から苦情が出ることもあった。こども図書館本の森の延床面積は262m2に拡大したものの、蔵書数は2 - 3万冊とあまり増やさず、カーペット敷きの広い「おはなしのへや」を設けるなどゆったりした設計にしている。配架図書は幼児から小学生向けの絵本・児童書に加え、子供向けに書かれた郷土資料もある。また調べ学習に使えるタブレット端末や学習席も用意している。

### 公民館図書室
以下の3つの公民館図書室は、中央図書館の利用カードと共通で利用でき、図書館資料の貸出・返却を相互に行うことができる。
| 公民館         | 住所               | 開館時間    | 休館日                                                         |
| -------------- | ------------------ | ----------- | -------------------------------------------------------------- |
| 中央公民館     | 石岡市柿岡5680-1   | 9時 - 17時  | 月曜日、祝日（月曜の場合は翌日も休館）、蔵書点検期間、年末年始 |
| 東地区公民館   | 石岡市東石岡4-6-24 | 13時 - 17時 | 月曜日、火曜日、祝日、蔵書点検期間、年末年始                   |
| 城南地区公民館 | 石岡市三村7109     | 13時 - 17時 | 月曜日、火曜日、祝日、蔵書点検期間、年末年始                   |

## 利用案内
- 貸出制限 - 石岡市に居住・通勤・通学する者及び小美玉市・笠間市・かすみがうら市・土浦市・行方市・東茨城郡茨城町に居住する者
- 貸出可能点数 - 図書=8冊、視聴覚資料（CD・DVD）=2点、紙芝居=2点、雑誌=2冊
- 貸出可能期間 - 図書・視聴覚資料・紙芝居=2週間、雑誌=1週間
- 開館時間 - 9時から19時まで（土日祝日は17時まで）
- 休館日 - 月曜日（月曜日が祝日の場合、翌日も休館）、祝日の翌日、年末年始、毎月最終木曜日（4・8・9・12月を除く）、蔵書点検期間
- 予約、リクエスト、相互貸借、複写、インターネット利用可能。

## 歴史
1889年（明治22年）9月9日に、常陸府中藩の藩士の息子で石岡尋常高等小学校（現在の石岡市立石岡小学校）の2代校長であった手塚正太郎が、校長室の一角に石岡書籍館（いしおかしょじゃくかん）として設立した。この図書館は手塚の私設図書館であり、茨城県初の図書館でもあった（茨城県立図書館よりも14年早い開館であった）。「図書館」ではなく「書籍館」の名を採用したのは、1872年（明治5年）に開館した書籍館（後の帝国図書館、現在の国際子ども図書館）にちなんだと茨城県立歴史館の櫻井明は推測している。
開館後、時期は不明であるが、石岡図書館に改称している。1898年（明治31年）発行の『茨城県学事第二年報』では、「石岡図書館」の名で茨城県唯一の図書館として掲載され、当時は和漢書2,306冊、洋書32冊、年間268日開館し、535人の閲覧人があった。1901年（明治34年）に平野松次郎が編集した『石岡繁盛記』では以下のように述べ、石岡図書館を褒め称えている。
1923年（大正12年）になると町立への移管が議論され、2月に石岡町立図書館となる。同年4月16日に石岡町議会に町立移管が上申され、5月22日に認められた。当時の石岡町長が石岡書籍館創設に協力した石原彦兵衛、助役が手塚であり、学制発布50周年記念として町立移管を提案したのであった。しかし、当時の石岡町役場職員はわずか9人しかおらず、図書館に専任職員を置くことはできず、職員俸給手当は0円であった。その後1935年（昭和10年）頃には清凉寺内に移り、1940年代には石岡国民学校（現在の石岡市立石岡小学校）の職員室廊下に図書が保管される状態となった。戦後はまず1946年（昭和21年）に1週間をかけて軍国主義的とされた図書を焼却処分し、1948年（昭和23年）5月には城中山入口の母子寮に移転したが、母子寮であったため、男性にとっては利用しづらくなった。1952年（昭和27年）頃に石岡町役場の一角に移転し、1954年（昭和29年）2月11日に石岡町が市制を施行したのに伴い、石岡市立図書館に改称、石岡市公民館の一室に移転した。
1955年（昭和30年）、長年の悲願であった専任の職員が1名配置され、1956年（昭和31年）11月には市立図書館が主催して第1回読書感想発表会を開くなど少しずつ事業が拡大していく。1963年（昭和38年）8月には巡回文庫を始めるなど順調な運営であったが、1966年（昭和41年）10月に公民館が石岡市民会館建設のために取り壊されることになり、移転を余儀なくされる。移転先は文部省から危険校舎として指摘され、使われなくなった石岡市立石岡小学校の5号館で、2室の普通教室を改造して開設された。文化事業も活発化し、1972年（昭和47年）夏からは第二土曜日にレコードコンサートを開き、1973年（昭和48年）5月15日には第1回合同読書会を市民会館で開催した。
1976年（昭和51年）3月、石岡市は石岡市総合計画を策定、初めて図書館として独立した建物の建設計画を示した。そして市制施行25周年記念として図書館が建設され、1980年（昭和55年）4月17日に関係者170名が集まって竣工式が挙行された。同年より小学校低学年を対象に、読書感想文ならぬ「読書感想画」の募集を開始し、学校単位で選抜されたものの中から入選作を決定した。1989年（平成元年）、石岡書籍館開館から100年を迎え、同年11月4日から11月12日にかけて創立百周年記念事業が催された。この頃には図書館を拠点に活動する団体は12に上った。
2005年（平成17年）10月1日に石岡市が新治郡八郷町と合併し、新しい石岡市が発足したのに伴い、石岡市立中央図書館に改称された。また旧八郷町にある中央公民館図書室に図書館システムが導入され、2006年（平成18年）7月1日より中央図書館とオンラインで結ばれた。
2017年（平成29年）4月1日、中央図書館の脇に独立した建物を持つこども図書館本の森が開館した。館名は石岡市内の小中学生からの公募で選ばれた。3月29日に内覧会、4月1日に開館式と東直子による記念講演が開催された。
2019年（令和元年）には図書館開館130周年を記念して、茨城県出身の小説家である出久根達郎による記念講演などが開催された。『石岡市立中央図書館創立130周年記念誌』も刊行されている。

## 交通
- JR常磐線石岡駅より徒歩約12分（約1.0km）。
- 関東鉄道バス国分町バス停留所下車、徒歩約4分（約400m）。

## 周辺
- 常陸国分寺
- 石岡簡易裁判所
- 石岡市立石岡小学校